# Josef Vaněk (profesor)
Josef Vaněk (10. listopadu 1915 Zlukov u Soběslavi – 21. prosince 1990 Plzeň) byl český patologický anatom, vysokoškolský pedagog, profesor a přednosta patologicko-anatomického ústavu na Lékařské fakultě Univerzity Karlovy v Plzni.

## Životopis
Josef Vaněk se narodil 10. listopadu 1915 v jihočeské vesnici Zlukov, kde měl jeho otec Josef vlastní hospodářství a přitom pracoval jako úředník ve Veselí nad Lužnici. O hospodářství se rovněž starala matka Marie. Se svými třemi bratry vyrůstal na venkově ve Zlukově, kde absolvoval obecní školu.
Následně nastoupil na gymnázium v Táboře, kam pravidelně osm let z Veselí nad Lužnicí dojížděl. V roce 1934 úspěšně odmaturoval a nastoupil na Lékařskou fakultu Univerzity Karlovy v Praze. Do roku 1938 bydlel v Masarykově koleji v Dejvicích a později na Praze 2.
Po okupaci Československa nacistickým Německem začal v roce 1940 v České dětské nemocnici na Praze 2. Po jejím zabraní Němci přesel na  I. Hlavův patologicko-anatomicky ustav, který jako prosektor řídil profesor Šikl, který byl v květnu 1943 gestapem zatčen a následující tři měsíce vězněn.
Ke konci války dokončil svá studia a po celou dobu války pomáhal Šiklovi zarazit pád patologicko-anatomického ústavu. Až do roku 1951 působil jako Šiklův asistent. V této době se výrazně podílel na objevu benigního mezenchymálního nádoru, který se zřídka objevuje ve střevě. Nádor byl pojmenován po něm, uváděn je jako Vaňkův tumor či nádor.
V září 1951 byl dekretem Ministerstva školství, věd a umění přeložen na lékařskou fakultu UK v Plzni a pověřen vedením patologicko-anatomického ústavu. O rok později byl jmenován docentem a v roce 1955 obdržel titul profesora.
V ústavu působil až do roku 1981. Publikoval více než stopadesát vědeckých prací z oblasti patologie. Rovněž publikoval ve vědeckých časopisech. Po odchodu do penze působil jako vědecký pracovník v laboratoři pro speciální diagnostiku kožních onemocnění ve Fakultní nemocnici v Plzni.
Josef Vaněk zemřel 21. prosince 1990 v Plzni na rakovinu. Bylo mu 75 let.